# Xanthomelanodes pictipes
Xanthomelanodes pictipes là một loài ruồi trong họ Tachinidae.